# 卢鹤绂
卢鹤绂（1914年6月7日—1997年2月13日），字合夫，生于辽宁沈阳，籍贯山东掖县，中国核物理学家。1936年毕业于燕京大学。1941年获美国明尼苏达大学博士学位。文革初期被剥夺工作的权利，1969年被宣布解放。1980年当选为中国科学院学部委员（院士）。曾任复旦大学教授及校务委员会副主任，中国科学院上海原子核研究所副所长。主要从事理论物理和核物理方面的研究。

## 主要贡献
被称为“中国核能之父”。

## 家庭
父卢景贵，弟卢鹤绅、卢鹤绶、卢鹤绚、卢鹤纹、卢鹤维，妹卢鹤松、卢鹤柏、卢鹤桐。